# NGC 2950
NGC 2950 est une galaxie lenticulaire située dans la constellation de la Grande Ourse. NGC 2950 a été découverte par l'astronome germano-britannique William Herschel en 1790.

## Caractéristiques
Sa vitesse par rapport au fond diffus cosmologique est de 1 460 ± 11 km/s, ce qui correspond à une distance de Hubble de 21,5 ± 1,5 Mpc (∼70,1 millions d'al).
À ce jour, huit mesures non basées sur le décalage vers le rouge (redshift) donnent une distance de 18,375 ± 3,233 Mpc (∼59,9 millions d'al), ce qui est à l'intérieur des valeurs de la distance de Hubble. Puisque cette galaxie est relativement rapprochée du Groupe local, il est probable que cette valeur soit plus près de la distance réelle de NGC 2950. Notons que c'est avec la valeur moyenne des mesures indépendantes, lorsqu'elles existent, que la base de données NASA/IPAC calcule le diamètre d'une galaxie.
NGC 2950 est une galaxie du champ, c'est-à-dire qu'elle n'appartient pas à un amas ou un groupe et qu'elle est donc gravitationnellement isolée.

## Un disque entourant le noyau
Grâce aux observations du télescope spatial Hubble, on a détecté un disque de formation d'étoiles autour du noyau de NGC 2950. La taille de son demi-grand axe est estimée à 510 pc (~1665 années-lumière) à la distance estimée de cette galaxie.